# Campionato Sammarinese di Calcio
Het Campionato Sammarinese di Calcio is de hoogste voetbalcompetitie in San Marino die door de San Marinese voetbalbond wordt georganiseerd. De competitie werd in oktober 1985 opgericht.

## Competitieopzet
De competitie bestaat uit twee groepen, waarbij de clubs twee wedstrijden spelen tegen alle clubs uit hun eigen groep, en halverwege het seizoen één wedstrijd tegen alle clubs uit de andere groep. Op het einde van het seizoen hebben alle clubs 20 of 21 wedstrijden gespeeld. De beste drie clubs van elke groep spelen hierna een play-off waarbij een club pas is uitgeschakeld wanneer deze twee wedstrijden verloren heeft. De winnaar mag zich vervolgens landskampioen noemen.
De kampioen plaatst zich voor de eerste voorronde voor kwalificatie van de 1e kwalificatieronde van de UEFA Champions League. De nummer twee plaatst zich, samen met de bekerwinnaar, voor 1e kwalificatieronde van de UEFA Europa Conference League.
Doordat deze vijftien clubs de enige zijn die bij de nationale voetbalbond zijn aangesloten, bestaat er in San Marino geen systeem van promotie en degradatie. Van 1986 tot en met 1996 werd de competitie opgesplitst in een Serie A1 en A2, waarbij dit systeem wel gebruikt werd.
Door het beperkte aantal speelvelden in San Marino hebben de clubs niet zo zeer een eigen speelveld. De wedstrijden worden op willekeurige speelvelden gespeeld. Er is dan ook niet echt spraken van een thuis-/uitsysteem.
Tot 2011 streden de beide finalisten van de play-off samen met de beide finalisten van de Coppa Titano, het San Marinese bekertoernooi, in een minitoernooi om de Trofeo Federale. Vanaf 2012 strijdt de landskampioen tegen de bekerwinnaar (c.q. bekerfinalist indien de dubbel wordt behaald) om de San Marinese supercup.

## Clubs
| Club                | Gemeente       | Bijzonderheden                                             |
| ------------------- | -------------- | ---------------------------------------------------------- |
| SP Cailungo         | Borgo Maggiore |                                                            |
| SP Cosmos           | Serravalle     |                                                            |
| SP Domagnano        | Domagnano      |                                                            |
| SC Faetano          | Faetano        |                                                            |
| FC Fiorentino       | Fiorentino     | Heette tot 2005/06 SS Montevito                            |
| SS Folgore/Falciano | Serravalle     |                                                            |
| AC Juvenes/Dogana   | Serravalle     | In 2000 ontstaan uit fusie tussen SS Juvenes en SGS Dogana |
| SP La Fiorita       | Montegiardino  |                                                            |
| SP Libertas         | Borgo Maggiore |                                                            |
| SS Murata           | San Marino     |                                                            |
| SS Pennarossa       | Chiesanuova    |                                                            |
| SS San Giovanni     | Borgo Maggiore |                                                            |
| SP Tre Fiori        | Fiorentino     |                                                            |
| SP Tre Penne        | San Marino     |                                                            |
| SS Virtus           | Acquaviva      |                                                            |

## Kampioenen
SP Cailungo · 
SS Cosmos · 
FC Domagnano · 
SC Faetano · 
SP La Fiorita · 
FC Fiorentino · 
SS Folgore/Falciano · 
AC Juvenes/Dogana ·
AC Libertas ·  
SS Murata · 
SS Pennarossa · 
SP Tre Fiori · 
SP Tre Penne · 
SS San Giovanni · 
SS Virtus

Voormalig:
SP Aurora ·
GS Dogana ·
SS Juvenus
1985/86 · 1986/87 · 1987/88 · 1988/89 · 1989/90 · 1990/91 · 1991/92 · 1992/93 · 1993/94 · 1994/95 · 1995/96 · 1996/97 · 1997/98 · 1998/99 · 1999/00 · 2000/01 · 2001/02 · 2002/03 · 2003/04 · 2004/05 · 2005/06 · 2006/07 · 2007/08 · 2008/09 · 2009/10 · 2010/11 · 2011/12 · 2012/13 · 2013/14 · 2014/15 · 2015/16 · 2016/17 · 2017/18 · 2018/19 · 2019/20 · 2020/21
Betaald voetbal · FSGC · Nationaal voetbalelftal · Campionato Sammarinese · Coppa Titano · Supercup